# جابه‌جایی زاویه‌ای

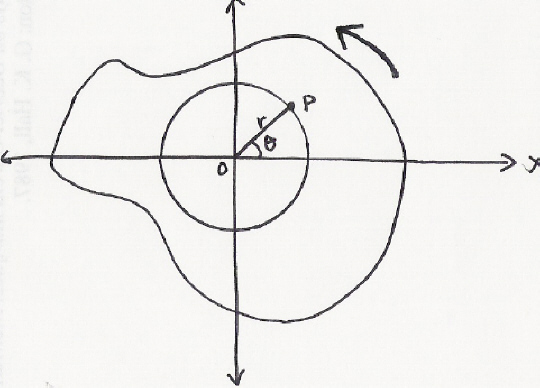
چرخش جسم P حول یک محوری که ثابت است

به زاویه چرخش یک نقطه یا خط حول یک محور ثابت جابه‌جایی زاویه‌ای گفته می‌شود که واحد آن رادیان (درجه، دور (هندسه)) است.

## محاسبهٔ جابه‌جایی زاویه‌ای
جابه‌جایی زاویه‌ای می‌تواند با واحد رادیان یا درجه محاسبه شود. اگر از رادیان استفاده کنیم یک رابطه ساده بین مسافت طی شده روی محیط دایره S و فاصله از مرکز (شعاع) r وجود دارد:
{\displaystyle \theta ={\frac {s}{r}}}
اگر جسمی از نقطه p به نقطه Q برود به طوری که حول یک محور ثابت دوران کرده باشد و شعاع نیز ثابت باشد جابه‌جایی زاویه‌ای به صورت زیر محاسبه می‌شود:
{\displaystyle \Delta \theta =\theta _{2}-\theta _{1}}